# Complot d'amateurs
Pour plus de détails, voir Fiche technique et Distribution.

Complot d'amateurs est un téléfilm français réalisé par Vincent Monnet et diffusé le 15 mai 2008 sur France 3.

## Fiche technique
- Réalisateur : Vincent Monnet
- Scénariste : André Chandelle, Willy Gouders
- Société de production : Ufilm et BE-FILMS
- Société de distribution :
- Musique du film : Marc Périer
- Montage : Fabrice Dautcourt
- Création des décors : Florence Vercheval
- Pays d'origine : France
- Genre :
- Durée : 90 minutes
- Date de diffusion sur France 3 : 15 avril 2008

## Distribution
- Jean-François Stévenin : Roger Lallemand / Georges Leval
- Raphaël Charlier : Pascal Leval
- Elise Otzenberger : Pamela
- Amir Ben Abdelmoumen : Daniel
- Muriel Bersy : Irma
- Guillaume de Tonquédec : Jean-Jacques Melfort
- Patrick Descamps : Capitaine Timmermans
- Cédric Constantin : Silhouette
- Éric Godon : Van Der Slagmolen
- Toni d'Antonio